# Samea similalis
Samea similalis là một loài bướm đêm trong họ Crambidae.